# Архиепархия Валенсии
Архиепархия Валенсии (лат. Archidioecesis Valentina, исп. Archidiócesis de Valencia) архиепархия-митрополия Римско-католической церкви в Испании. В настоящее время епархией управляет кардинал Антонио Каньисарес Льовера.
Клир епархии включает 1 521 священника (761 епархиального и 760 монашествующих священников), 10 диаконов, 870 монахов, 3 810 монахинь.
Адрес епархии: Palau 2, 46003 Valencia, España.

## Территория
В юрисдикцию епархии входят 650 приходов в провинциях Валенсия и Аликанте, в автономном сообществе Валенсия в Испании.
Все приходы образуют 8 деканатов, разделенных на 34 архипресвитерства.
Кафедра архиепископа-митрополита находится в городе Валенсия в церкви Успения Пресвятой Богородицы.
В соборе уже более тысячи лет хранится величайшая святыня христианства — Святой Грааль, чаша, из которой Иисус Христос и апостолы пили вино на Тайной Вечери.
В состав митрополии (церковной провинции) Валенсия входят:
- Архиепархия Валенсии;
  - Епархия Ивисы;
  - Епархия Мальорки;
  - Епархия Менорки;
  - Епархия Ориуэла-Аликанте;
  - Епархия Сегорбе-Кастельона.

## История
Первые общины христиан в Валенсии появились в III веке. 22 января 304 года в городе был замучен язычниками Святой Викентий, служивший дьяконом при Святом Валерии, епископе Сарагосы. Кафедра Валенсии была основана в 527 году и вначале являлась епископством-суффраганством митрополии Толедо.
В 712 году Валенсия была захвачена арабами-мусульманами, и кафедра оставалась вакантной (за двумя исключениями) вплоть до освобождения города королём Хайме I Арагонским 10 октября 1238 года. Соборная мечеть города была перестроена в христианскую церковь и стала собором Успения Божией Матери.
Архиепископ Таррагоны Пётр Альбалат присоединил епархию к своей митрополии, что привело к конфликту с архиепископом Толедо Родриго Хименесом де Рада, который требовал вернуть кафедру Валенсии в свою митрополию. Спор был решён в пользу Таррагоны.
11 октября 1470 года папа Павел II подчинил епархию непосредственно Святому Престолу. 9 июля 1492 года папа Иннокентий VIII возвёл епархию в ранг митрополии-архиепархии.
В середине XVI века кафедру Валенсии занимали выдающиеся архиереи, святой Фома из Вильянуэвы, Святой Хуан де Рибера и Мартин Перес де Айала, чьи постановления в духе Тридентского Собора привели архиепархию к процветанию. В то же время в Валенсии подвизались святой Франциск Борджа, святой Пасхалий Байлон, святой Людовик Бертран, блаженный Андрей Ибернон и блаженный Гаспар Боно.
Также в XIX веке Валенсия стала местом формирования многих подвижников Церкви, например, святой Мария Микаэлы Святейшего Таинства, святой Терезы Хорнет-и-Ибарс и блаженной Агнессы де Бениханим.
Во второй половине XIX века и первой трети XX века архиепархия Валенсии неоднократно страдала от антиклерикальной политики светских властей, приведшей к тому, что во время гражданской войны в Испании в Валенсии были убиты сотни христиан, как клириков, так и мирян. 11 марта 2001 года папа Иоанн Павел II многих из них причислил к лику блаженных.
Декретом Священной Конгрегации от 6 июня 1957 года, согласно конкордату между Святым Престолом и Королевством Испания от 1953 года, территория архиерпархии Валенсии претерпела ряд изменений.
В 2010 году архиепископ Карлос Осоро-Сьерра провёл в архиепархии внутреннюю административную реформу, увеличив число деканатов с 5 до 8.

## Ординарии епархии
- Юстиниан (531—546);
- Цельсин (587—589);
- Убилигискл (упоминается 589) — вместе с епископом Сельсино;
- святой Евтропий[исп.] (конец VI века);
- Марин (упоминается в 610);
- Музитаций (633—638);
- Анезий (Аниан) (упоминается в 646);
- Феликс (653—656);
- Свинтерих (упоминается в 675);
- Госпитал (упоминается в 681);
- Сармата (683—688);
- Убитикискл (упоминается в 693);
  - Sede vacante (712—1094);
- Зает аль-Матран (1094);
  - Sede vacante (1094—1098);
- Херонимо де Перигор[исп.] (1098—1102), назначен епископом Саламанки;
  - Sede vacante (1102 — 22.07.1240);
- Феррер де Пальярес[исп.] (2.07.1240 — 30.04.1243);
- Арнальдо де Перальта (1.06.1243 — 25.08.1248), назначен епископом Сарагосы;
- Андрес де Альбалат (4.12.1248 — 24.03.1276), доминиканец;
- Хасперто де Ботонач (29.04.1276 — 3.04.1288);
- Рамон Деспонт[исп.] (15.01.1291 — 13.11.1312), доминиканец;
- Рамон де Гастон (13.12.1312 — 18.06.1348);
- Уго де Фенольет (3.12.1348 — 21.06.1356);
- Видаль де Бланес (5.12.1356 — 1369);
- кардинал Хайме де Арагон (5.03.1369 — 30.05.1396);
- Уг де Льюпия-и-Багес[исп.] (28.11.1397 — 11.04.1427);
- кардинал Альфонсо де Борха-и-Кабанильяс  (20.08.1429 — 8.04.1455), избран Папой под именем Каликста III;
  - кардинал Родриго де Борха (30.06.1458 — 11.08.1492), апостольский администратор; избран Папой под именем Александра VI;
- кардинал Чезаре Борджиа (31.08.1492 — 17.08.1498);
- кардинал Хуан Борха Льянсоль де Романи (6.09.1499 — 22.06.1500);
- кардинал Педро Луис де Борха-Льянсоль де Романи (29.07.1500 — 14.10.1511);
  - Алонсо Арагонский (23.01.1512 — 24.02.1520), апостольский администратор; назначен епископом Сарагосы;
- кардинал Эрар де Ламарк (19.03.1520 — 27.02.1538);
- Георг Австрийский (29.11.1538 — 16.08.1544), первый епископ Льежа;
- Святой Фома из Вильянуэвы (10.10.1544 — 8.09.1555), августинец;
- Франсиско де Наварра-и-Уальде (4.05.1556 — 14.04.1563);
- Асискло де Мойя-и-Контрерас (1.03.1564 — 2.05.1565);
- Мартин Перес де Айяла[исп.] (6.09.1564 — 5.08.1566);
- Франсиско де Мендоса-и-Бобадилья[исп.] (1566);
- Фернандо де Лоасес[исп.] (28.04.1567 — 29.12.1568), латинский патриарх Антиохии;
- Святой Хуан де Рибера (3.12.1568 — 6.01.1611), латинский патриарх Антиохии;
- Педро Кастро Неро (12.09.1611 — 28.09.1611);
- Исидоро де Алияга (26.03.1612 — 2.01.1648), доминиканец;
- Педро де Урбина-и-Монтоя[исп.] (28.06.1649 — 1.04.1658), францисканец; назначен архиепископом Севильи;
- Мартин Лопес де Онтиверос (30.09.1658 — 5.09.1666);
- Амбросио Игнасио Спинола-и-Гусман[исп.] (7.03.1667 — 9.04.1668), назначен архиепископом Сантьяго-де-Компостела;
- Луис Альфонсо де лос Камерос[итал.] (14.05.1668 — 26.07.1676);
- Хуан Томас де Рокаберти (8.02.1677 — 13.06.1699), доминиканец;
- Антонио Фольч-и-Кардона (3.02.1700 — 21.07.1724), францисканец;
- Андрес де Орбе-и-Ларреатеги[исп.] (18.04.1725 — 26.01.1738);
- Андрес Майораль Алонсо де Мелья[исп.] (27.01.1738 — 6.10.1769);
- Томас де Аспуру Хименес (12.03.1770 — 7.07.1772);
- Франсиско Фабьян-и-Фуэро[исп.] (13.09.1773 — 28.05.1795);
- Антонио Деспуг-и-Дамето (1 июня 1795 — 18 декабря 1795), назначен архиепископом Севильи;
- Хуан Франсиско Хименес дель Рио (18.12.1795 — 1.04.1800);
- Хоакин Компани Солер (2.08.1800 — 13.02.1813), францисканец;
- Веремундо Ансельмо Ариас Тейшейро (19.12.1814 — 24.02.1824);
- Симон Лопес Гарсия (16.11.1824 — 3.09.1831), ораторианец;
- Хоакин Лопес Сисилия (24.02.1832 — 24.08.1835);
  - Sede vacante (1835 — 1848);
- Пабло Гарсия Абелья (17.01.1848 — 6.08.1860), ораторианец;
- кардинал Мариано Бенито Баррио-и-Фернандес (18.03.1861 — 20.11.1876);
- кардинал Антолин Монескильо-и-Висо (22.06.1877 — 11.07.1892), назначен архиепископом Толедо;
- кардинал Блаженный Кириак Мария Санча-и-Эрвас (11.07.1892 — 24.03.1898), назначен архиепископом Толедо;
- кардинал Себастьян Эрреро-и-Эспиноса-де-Лос-Монтерос (24.03.1898 — 9.12.1903);
- Бернардино Носаледа-и-Вилья (14.10.1904 — 11.12.1905), доминиканец;
- Викториано Гисасола-и-Менендес (14.12.1905 — 1.01.1914), назначен архиепископом Толедо;
- Валериано Менендес-и-Конде (28.05.1914 — 3.03.1916);
- Хосе Мария Сальвадор-и-Баррера (4.12.1916 — 4.09.1919);
- кардинал Энрике Рейг-и-Касанова (22.04.1920 — 14.12.1922),  назначен архиепископом Толедо;
- Пруденсио Мело-и-Алькальде[исп.] (14.12.1922 — 31.10.1945);
- Марселино Олаэчеа Лойсага[исп.] (17.02.1946 — 18.11.1966), салезианец;
  - Sede vacante (1966—1969);
- Хосе Мария Гарсия Лаигера[исп.] (1.07.1969 — 25.05.1978)
- Мигель Рока Кабанельяс (25.05.1978 — 8.01.1992);
- кардинал Агустин Гарсия-Гаско Висенте (24.07.1992 — 8.01.2009);
- Карлос Осоро Сьерра (8 января 2009 — 28 августа 2014);
- кардинал Антонио Каньисарес Льовера (28 августа 2014 — 10 октября 2022, в отставке);
- Энрике Бенавент Видаль (10 октября 2022 — по настоящее время).

## Статистика
На конец 2010 года из 3 213 000 человек, проживающих на территории епархии, католиками являлись 3 030 000 человек, что соответствует 94,3 % от общего числа населения епархии.
| год  | население | население | население | священники | священники        | священники         | священники                           | постоянные диаконы | монахи  | монахи  | приходы |
| год  | католики  | всего     | %         | всего      | белое духовенство | черное духовенство | число католиков на одного священника | постоянные диаконы | мужчины | женщины | приходы |
| ---- | --------- | --------- | --------- | ---------- | ----------------- | ------------------ | ------------------------------------ | ------------------ | ------- | ------- | ------- |
| 1950 | 1.650.000 | 1.660.000 | 99,4      | 1.153      | 773               | 380                | 1.431                                |                    | 600     | 3.925   | 432     |
| 1970 | ?         | 1.886.742 | ?         | 1.826      | 1.143             | 683                | ?                                    |                    | 704     | 4.420   | 606     |
| 1980 | 2.165.050 | 2.279.571 | 95,0      | 1.525      | 1.007             | 518                | 1.419                                | 1                  | 861     | 3.691   | 654     |
| 1990 | 2.200.100 | 2.315.901 | 95,0      | 1.536      | 918               | 618                | 1.432                                |                    | 942     | 3.608   | 659     |
| 1999 | 2.294.000 | 2.415.000 | 95,0      | 1.516      | 810               | 706                | 1.513                                |                    | 928     | 3.530   | 651     |
| 2000 | 2.369.422 | 2.383.912 | 99,4      | 1.505      | 799               | 706                | 1.574                                |                    | 928     | 3.530   | 651     |
| 2001 | 2.387.088 | 2.401.938 | 99,4      | 1.556      | 801               | 755                | 1.534                                |                    | 900     | 3.515   | 651     |
| 2002 | 2.298.415 | 2.419.385 | 95,0      | 1.569      | 790               | 779                | 1.464                                |                    | 890     | 4.025   | 651     |
| 2003 | 2.294.307 | 2.499.357 | 91,8      | 1.556      | 786               | 770                | 1.474                                |                    | 875     | 4.025   | 652     |
| 2004 | 2.484.037 | 2.562.333 | 96,9      | 1.538      | 788               | 750                | 1.615                                |                    | 850     | 3.800   | 652     |
| 2010 | 3.030.000 | 3.213.000 | 94,3      | 1.521      | 761               | 760                | 1.992                                | 10                 | 870     | 3.810   | 650     |